# Piper erectum
Piper erectum är en pepparväxtart som beskrevs av C. Dc.. Piper erectum ingår i släktet Piper och familjen pepparväxter. Inga underarter finns listade i Catalogue of Life.